# Mołodija
Mołodija (ukr. Молодія) – wieś na Ukrainie, w obwodzie czerniowieckim, w rejonie hlibockim. W 2001 roku liczyła 3822 mieszkańców.